# Aegidius Sadeler II

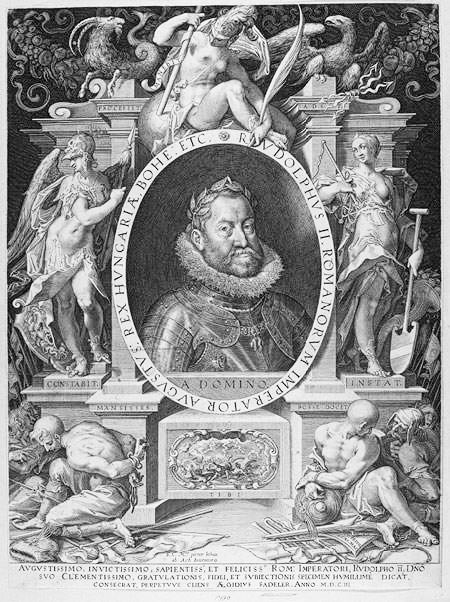
Retrato de Rodolfo II, grabado en 1603 por Sadeler.

Aegidius (o Egidius) Sadeler II (Amberes, antes de junio de 1568-Praga, 1629) fue un grabador de la época manierista, conocido por sus reproducciones de pintores como Durero, Rafael Sanzio y Bartholomeus Spranger. Trabajó al servicio del emperador Rodolfo II de Habsburgo en Praga. Apodado «el Fénix del grabado», es posiblemente el miembro más ilustre de los Sadeler, una dinastía de pintores y grabadores activos en diversas ciudades europeas. 

## Vida y obra

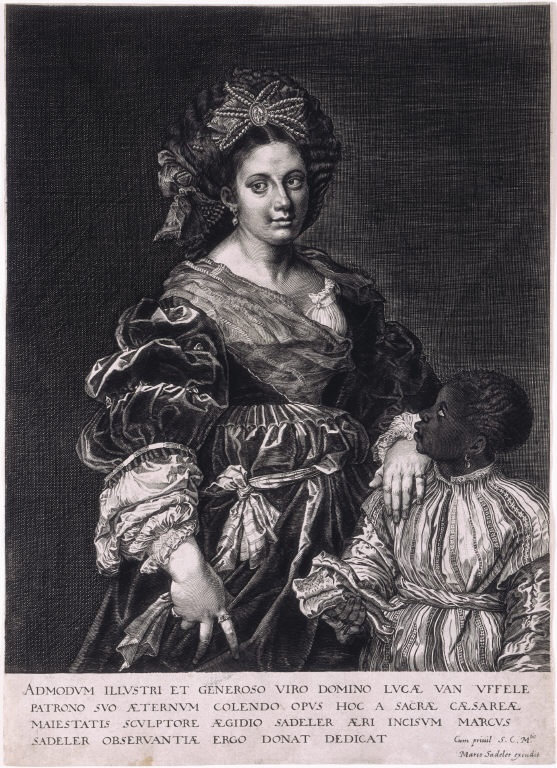
Retrato de Laura de Dianti con un paje negro, pintura de Tiziano en un grabado de Sadeler.

Hijo de Emmanuel de Sayeleer, damasquinador fallecido a causa de la peste en 1580, se llamaba realmente Gillis, como uno de sus tíos, y ambos latinizaron su nombre como Egidius o Aegidius. Al igual que los demás miembros de la saga, Aegidius II fue un artista viajero y falleció lejos de su tierra natal. Vivió en Roma y durante unos tres años en Nápoles, pero sus estancias más prolongadas fueron en Múnich y Praga.

### Primeros años
Se formó como grabador en Amberes con su tío Jan Sadeler I, A diferencia de otros miembros de la familia permanecía en Amberes en 1586 y 1587, inscrito en la guilda local de pintores. En 1587 se trasladó a Alemania, fijando su residencia en Fráncfort del Meno y a partir de 1590 en Múnich. 
En sus años de juventud en Amberes reprodujo obras de Marten de Vos, Hans von Aachen y otros pintores manieristas de la región. Abandonó su ciudad hacia 1590 y por sus ocupaciones laborales nunca regresó.

### Un artista viajero
Tras una estancia en Múnich, en 1593 Aegidius II vivía en Roma con Paul Brill, de cuyos paisajes abrió grabados en cobre, y en 1594 viajó por diversas ciudades italianas: Verona, Venecia, Bolonia, Florencia y Nápoles, antes de retornar a Múnich el mismo año. Durante esta etapa en Italia reprodujo obras de Rafael Sanzio, Tiziano, Tintoretto, Parmigianino, Federico Barocci, etc. 
Entre sus reproducciones de Tiziano destaca el Retrato de Laura de Dianti con un paje negro (cuadro perdido por largo tiempo y localizado hace pocos años) y la serie de Los doce césares, pinturas que se quemaron en el incendio del Alcázar de Madrid en 1734. 
Al dejar Nápoles regresó a Múnich, donde acaso esperaba trabajar al servicio de los duques de Baviera, pero en 1597 se trasladó a Praga donde el mismo año firmó un grabado para el emperador Rodolfo II: Cabeza de apóstol con gorro, copia de un boceto de Durero. El monarca poseía un envidiable grupo de dibujos y acuarelas de Durero (ahora en la Albertina de Viena) y encomendó a Sadeler reproducirlos en grabado, seguramente para pregonar la riqueza de su colección. Esta y otras copias de la serie dureriana se singularizan porque Sadeler se preocupó de grabar las imágenes invertidas, a fin de que las impresiones obtenidas de las planchas fuesen al derecho, como los originales. Junto con el citado grabado del apóstol, destaca uno a tamaño real de La Sagrada Familia entre animales, gran dibujo coloreado de 1503 (Albertina).

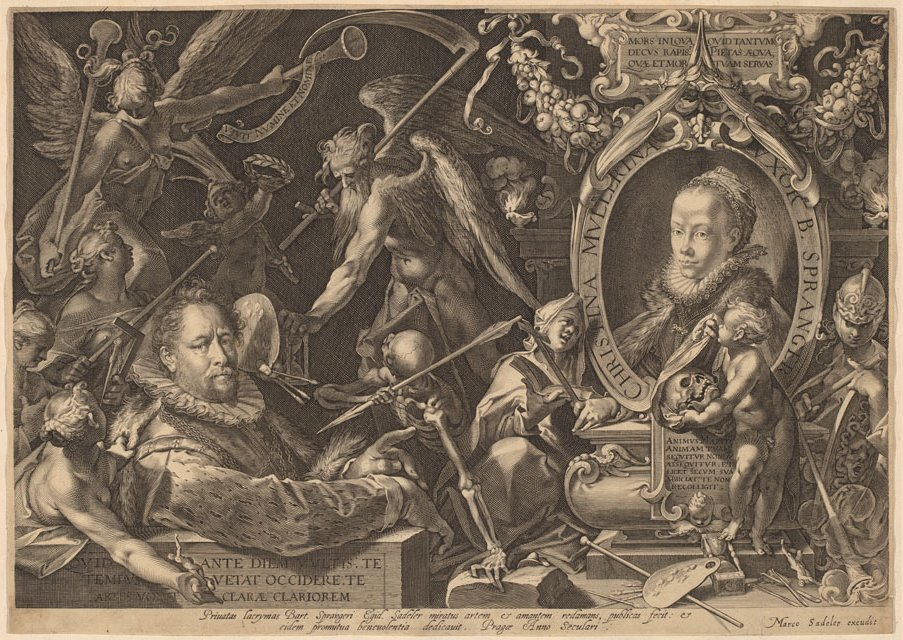
Bartholomaeus Spranger y su difunta esposa Christina Müller, grabado de Aegidius Sadeler II según Bartholomaeus Spranger.

Aegidius II reprodujo también obras de pintores que trabajaban para el emperador, como Bartholomeus Spranger, en cuya casa residió durante un tiempo. De la amistad del grabador y Spranger, seguramente el mejor fruto es un grabado (h. 1600) donde aparecen el mismo Spranger y (en un óvalo a modo de cuadro) su difunta esposa Christina Müller; ambos están rodeados de múltiples objetos y símbolos de la muerte al más puro gusto manierista. La plancha la grabó Sadeler y el diseño hubo de hacerlo Spranger.
También grabó algunos paisajes de Praga. 
En 1611 se le cita de nuevo en Múnich, y al año siguiente falleció Rodolfo II. Siguió trabajando y solicitó al nuevo emperador Matías unos privilegios o licencias para él y para un primo suyo. Acaso para regularizar su actividad en Praga ingresó en el gremio local y consta que en 1622 aleccionaba a un joven luego famoso: Joachim von Sandrart.